# Geotrupes molestus
Geotrupes molestus là một loài bọ cánh cứng trong họ Geotrupidae. Loài này được Faldermann miêu tả khoa học năm 1835.